# AFCチャンピオンズリーグ2017 決勝
AFCチャンピオンズリーグ2017 決勝（エーエフシーチャンピオンズリーグ2017 けっしょう、英語: AFC Champions League 2017 Final）は、アジアサッカー連盟（AFC）により開催されるAFCチャンピオンズリーグ2017の決勝戦であり、15回目のAFCチャンピオンズリーグの決勝戦である（アジアクラブ選手権時代を含めると36回目）。試合は第1戦が2017年11月18日土曜日に、第2戦が2017年11月25日土曜日に開催された。
浦和レッズが2戦合計1 - 2で10大会ぶり2回目の優勝を果たし、AFCサッカー連盟を代表して、2017年12月にUAEで開催される2017 FIFAクラブワールドカップの出場権を獲得した。

## 出場チーム
アル・ヒラル（サウジアラビア）は2014年以来の史上最多となる6回目の決勝進出である。また、浦和レッズ（日本）は2007年以来の2回目の決勝進出となった。AFCのコンペティションでの両チームの対戦はない。
| チーム       | 以前決勝に進出のある年度（太字は優勝） |
| ------------ | -------------------------------------- |
| アル・ヒラル | 1986[A], 1987[B], 1991, 2000, 2014     |
| 浦和レッズ   | 2007                                   |

1. ^ 1986年は決勝戦は行われず、最終ラウンドに進出した4チームで優勝チームが争われた。
2. ^ 1987年は決勝を棄権。

## 会場
決勝戦は前回大会と同様、ホーム・アンド・アウェーの2回戦制となる。第1戦が2017年11月18日土曜日にアル・ヒラルのホームであるリヤドのキング・ファハド国際スタジアム、第2戦が2017年11月25日土曜日に浦和レッズのホームであるさいたまの埼玉スタジアム2002で開催された。

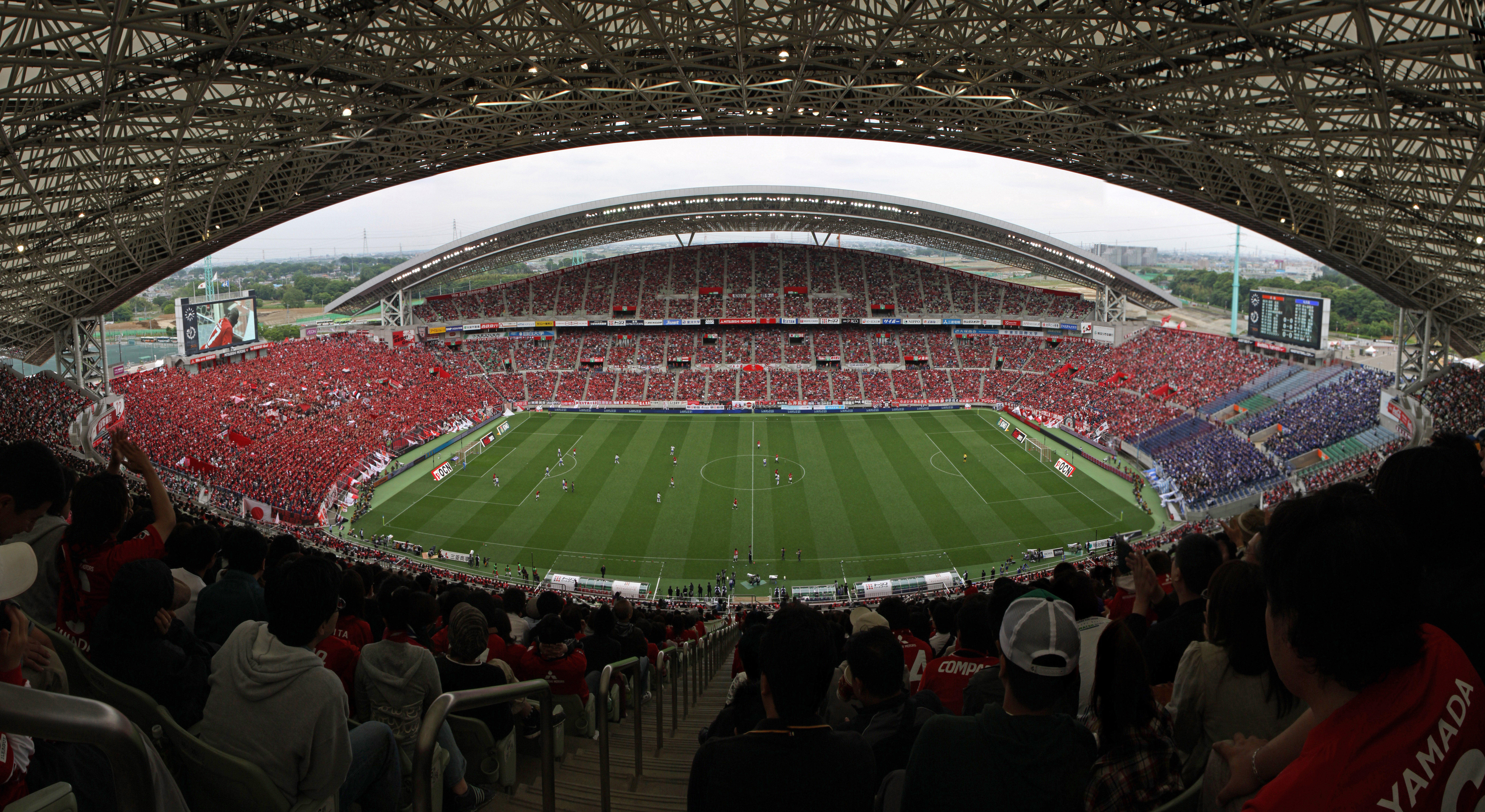
決勝 第2戦が行われた埼玉スタジアム2002 （2017年11月25日に開催）

## 決勝戦までの道のり
註: 以下のすべての結果は、決勝戦進出2クラブの得点を前に表示している。
| チーム         | 試 | 勝 | 分 | 敗 | 得 | 失 | 差 | 点 |
| -------------- | -- | -- | -- | -- | -- | -- | -- | -- |
| アル・ヒラル   | 6  | 3  | 3  | 0  | 10 | 7  | +3 | 12 |
| ペルセポリス   | 6  | 2  | 3  | 1  | 9  | 8  | +1 | 9  |
| アル・ラーヤン | 6  | 2  | 1  | 3  | 10 | 13 | −3 | 7  |
| アル・ワフダ   | 6  | 1  | 1  | 4  | 12 | 13 | −1 | 4  |

| チーム               | 試 | 勝 | 分 | 敗 | 得 | 失 | 差  | 点 |
| -------------------- | -- | -- | -- | -- | -- | -- | --- | -- |
| 浦和レッズ           | 6  | 4  | 0  | 2  | 18 | 7  | +11 | 12 |
| 上海上港             | 6  | 4  | 0  | 2  | 15 | 10 | +5  | 12 |
| FCソウル             | 6  | 2  | 0  | 4  | 9  | 15 | −6  | 6  |
| ウェスタン・シドニー | 6  | 2  | 0  | 4  | 10 | 23 | −13 | 6  |

## 試合

### 第1戦

#### 概要
7分、ラファエル・シルバが左サイドを突破して中央へクロスをあげ、これは相手DFにブロックされたが、こぼれ球をラファエル・シルバ自ら押し込み先制に成功した。23分にはロングフィードで右サイド深くまでボールを運び、モハメド・アル＝ブライクの折り返しにオマル・フリービーンが合わせたがGK西川周作がセーブし、33分にはサルマーン・アル＝ファラジュのパスに反応したフリービーンが抜け出してGKと1対1になるが、これもGK西川がセーブした。しかし37分、アル・ヒラルは再びロングフィードで右サイド深くにボールを運ぶと、アル＝ブライクが頭で折り返し中央のサーレム・アッ＝ドーサリーがシュートし、そのこぼれ球をフリービーンが蹴り込んで同点に追いついた。前半は1-1で折り返した。
浦和は64分には足を痛めたラファエル・シルバがズラタンとの交代を余儀なくされたが、83分のヤーセル・アッ＝シャハラーニーのミドルシュートもGKがセーブするなど、お互い得点を挙げることなく1-1で引き分けとなった。
| 2017年11月18日 19:15 UTC+3 |

| アル・ヒラル      | 1 - 1    | 浦和レッズ             |
| フリービーン 37分 | レポート | ラファエル・シルバ 7分 |

| キング・ファハド国際スタジアム, リヤド 観客数: 59,136人 主審: アドハム・マハードメ |

| アル・ヒラル | 浦和レッズ |

| GK               | 1  | アブドゥラー・アル＝マイウフ     |        |      |
| RB               | 2  | モハメド・アル＝ブライク 90+1分  |        |      |
| CB               | 33 | オサマ・ハウサウィ               |        |      |
| CB               | 70 | ムハンマド・ジャフファリー       | 45+2分 |      |
| LB               | 12 | ヤーセル・アッ＝シャハラーニー   |        |      |
| CM               | 7  | サルマーン・アル＝ファラジュ     |        |      |
| DM               | 8  | アブドッラー・オタイフ           |        | 70分 |
| CM               | 16 | ニコラス・ミレシ                 | 5分    | 78分 |
| ST               | 29 | サーレム・アッ＝ドーサリー       |        |      |
| ST               | 3  | カルロス・エドゥアルド           |        | 19分 |
| CF               | 77 | オマル・フリービーン             | 37分   |      |
| 控え             |    |                                  |        |      |
| GK               | 30 | ムハンマド・アル＝ワキド         |        |      |
| DF               | 4  | アブドッラー・アッ＝ズーリー     |        |      |
| MF               | 6  | アブドゥルマレク・アル＝ハイブリ |        |      |
| MF               | 24 | ナウワーフ・アル＝アービド       | 66分   | 19分 |
| MF               | 27 | モハメド・カンノ                 | 80分   | 78分 |
| FW               | 20 | ヤセル・アル＝カフタニ           |        |      |
| FW               | 44 | ムフタール・ファッラータ         |        | 70分 |
| 監督             |    |                                  |        |      |
| ラモン・ディアス |    |                                  |        |      |

| GK     | 1  | 西川周作           |  |      |
| RB     | 6  | 遠藤航             |  |      |
| CB     | 22 | 阿部勇樹           |  |      |
| CB     | 5  | 槙野智章           |  |      |
| LB     | 3  | 宇賀神友弥 12分    |  |      |
| DM     | 16 | 青木拓矢           |  |      |
| CM     | 10 | 柏木陽介           |  |      |
| CM     | 15 | 長澤和輝           |  | 76分 |
| RW     | 9  | 武藤雄樹           |  |      |
| CF     | 30 | 興梠慎三           |  | 86分 |
| LW     | 8  | ラファエル・シルバ |  | 64分 |
| 控え   |    |                    |  |      |
| GK     | 25 | 榎本哲也           |  |      |
| DF     | 4  | 那須大亮           |  |      |
| DF     | 46 | 森脇良太           |  |      |
| MF     | 7  | 梅崎司             |  | 76分 |
| MF     | 39 | 矢島慎也           |  |      |
| FW     | 13 | 高木俊幸           |  | 86分 |
| FW     | 21 | ズラタン           |  | 64分 |
| 監督   |    |                    |  |      |
| 堀孝史 |    |                    |  |      |

| AFC選出マン・オブ・ザ・マッチ 西川周作（浦和レッズ） 副審: アーマド・アル・ロアレ イッサ・アラマウィ 第4審判: ユセフ・アルジャラーワ | 試合ルール - 試合時間は90分。 - 控えは7名。 - 最大3人まで交代可能。 |

### 第2戦

#### 概要
浦和は第1戦からメンバー変更なく、対するアル・ヒラルは第1戦で負傷交代したカルロス・エドゥアルドに代わってナウワーフ・アル＝アービドが先発となった。
開始20秒、相手最終ラインのミスを突いた長澤和輝がボールを奪ってシュートを放つも、これは枠の左に外れた。8分にも再び同じような形から長澤がシュートを放ったが、これはGK正面を突いた。26分にニコラス・ミレシのパスを受けたアッ＝ドーサリーがダブルタッチで宇賀神友弥を剥がしてシュートを放ったが、ボールは枠のわずかに上に外れた。42分にはミレシがフリービーンとのワンツーで抜け出しシュートを放ったが枠の右に外れた。前半はスコアレスで折り返した。
59分には左CKからミレシに決定機が訪れるがGKがキャッチした。61分には連携ミスを突いてボールを奪いアッ＝シャハラーニーが右足でシュートを放つも枠のわずかに右に外れた。62分にはムフタール・ファッラータ、68分にはヤセル・アル＝カフタニと攻撃的選手を途中出場させた。61分にカウンターから武藤雄樹のスルーパスに反応した柏木陽介が抜け出しかけるも相手DFの対応に遭った。73分には柏木のFKから興梠慎三がヘディングシュートを放つがGKアブドゥラー・アル＝マイウフに左手1本で弾かれ、こぼれ球をラファエル・シルバが押し込みに行ったがこれもGKアル＝マイウフに止められた。するとアル・ヒラルは78分、遠藤航にプレスをかけにいったアッ＝ドーサリーが遠藤の足を踏んでしまい2度目の警告を受けて退場処分となった。88分に武藤のスルーパスに反応したラファエル・シルバが抜け出して右足でシュートを放つと、ボールはクロスバーを叩いてゴールが決まった。浦和が1-0で勝利して2戦合計2-1とし、10年ぶり2度目のACL制覇を果たした。
| 2017年11月25日 19:15 UTC+9 |

| 浦和レッズ              | 1 - 0    | アル・ヒラル |
| ラファエル・シルバ 88分 | レポート |              |

| 埼玉スタジアム2002, さいたま 観客数: 57,727人 主審: ラフシャン・イルマトフ |

| 浦和レッズ | アル・ヒラル |

| GK     | 1  | 西川周作           |      |        |
| RB     | 6  | 遠藤航             |      |        |
| CB     | 22 | 阿部勇樹           |      |        |
| CB     | 5  | 槙野智章           | 27分 |        |
| LB     | 3  | 宇賀神友弥         | 13分 | 74分   |
| DM     | 16 | 青木拓矢           |      |        |
| CM     | 10 | 柏木陽介           |      | 90+5分 |
| CM     | 15 | 長澤和輝           | 71分 |        |
| RW     | 9  | 武藤雄樹           |      |        |
| CF     | 30 | 興梠慎三           |      | 84分   |
| LW     | 8  | ラファエル・シルバ |      |        |
| 控え   |    |                    |      |        |
| GK     | 25 | 榎本哲也           |      |        |
| DF     | 2  | マウリシオ         |      | 74分   |
| DF     | 46 | 森脇良太           |      |        |
| MF     | 7  | 梅崎司             |      | 90+5分 |
| MF     | 39 | 矢島慎也           |      |        |
| FW     | 13 | 高木俊幸           |      |        |
| FW     | 21 | ズラタン           |      | 84分   |
| 監督   |    |                    |      |        |
| 堀孝史 |    |                    |      |        |

| GK               | 1  | アブドゥラー・アル＝マイウフ     |           |      |
| RB               | 2  | モハメド・アル＝ブライク         |           |      |
| CB               | 33 | オサマ・ハウサウィ               |           |      |
| CB               | 70 | ムハンマド・ジャフファリー       |           |      |
| LB               | 12 | ヤーセル・アッ＝シャハラーニー   |           |      |
| CM               | 16 | ニコラス・ミレシ                 |           |      |
| DM               | 8  | アブドッラー・オタイフ           | 20分      | 88分 |
| CM               | 7  | サルマーン・アル＝ファラジュ     |           | 68分 |
| RW               | 29 | サーレム・アッ＝ドーサリー       | 72分 78分 |      |
| CF               | 77 | オマル・フリービーン             |           | 62分 |
| LW               | 24 | ナウワーフ・アル＝アービド       | 77分      |      |
| 控え             |    |                                  |           |      |
| GK               | 30 | ムハンマド・アル＝ワキド         |           |      |
| DF               | 4  | アブドッラー・アッ＝ズーリー     |           |      |
| MF               | 6  | アブドゥルマレク・アル＝ハイブリ |           |      |
| MF               | 27 | モハメド・カンノ                 |           |      |
| MF               | 10 | モハメド・アル＝シャルフーブ     |           | 88分 |
| FW               | 20 | ヤセル・アル＝カフタニ           | 79分      | 68分 |
| FW               | 44 | ムフタール・ファッラータ         |           | 62分 |
| 監督             |    |                                  |           |      |
| ラモン・ディアス |    |                                  |           |      |

| AFC選出マン・オブ・ザ・マッチ ラファエル・シルバ （浦和レッズ） 副審: アブドゥハミドゥッロ・ラスロフ ジャホンギル・サイドフ 第4審判: マムル・サイカシモフ | 試合ルール - 試合時間は90分。 - 90分終了後2戦合計とアウェーゴールも同点の場合、30分の延長戦が行われる。 - 120分終了後同点の場合、PK戦で勝敗が決定される。 - 控えは7名。 - 最大3人まで交代可能。 |

## 試合後
勝利した浦和は決勝での無敗記録を4に伸ばした。また、阿部勇樹と平川忠亮は2007年にも浦和でACL制覇を達成しており、ACLを2度制した初の日本人となった。また、柏木陽介が大会MVPに選ばれた。
敗退したアル・ヒラルは0-1で敗れた第2戦が今季ACLでは初、2017年の全公式戦で2度目の敗戦となった。第1戦で同点ゴールを挙げたオマル・フリービーンが大会得点王を受賞した。

## 日本におけるテレビ中継
第1戦・第2戦ともBS日テレと日テレジータスにて生放送され、2戦目は日本テレビ系列・NHK BS1で録画放送された。